# Happy Birthday (phim truyền hình)
Happy Birthday (tiếng Thái: Happy Birthday – วันเกิดของนาย วันตายของฉัน; RTGS: Happy Birthday – Wan Koet Khong Nai Wan Tai Khong Chan) là một bộ phim truyền hình Thái Lan phát sóng năm 2018 với sự tham gia của Puttichai Kasetsin (Push), Lapassalan Jiravechsoontornkul (Mild) và Purim Rattanaruangwattana (Pluem).
Bộ phim được đạo diễn bởi Kanittha Kwunyoo và sản xuất bởi GMMTV và Nar-ra-tor. Đây là một trong mười dự án phim truyền hình cho năm 2018 được GMMTV giới thiệu trong sự kiện "Series X" vào ngày 1 tháng 2 năm 2018. Bộ phim được phát sóng vào lúc 20:30 (ICT), Chủ nhật trên GMM 25 và phát lại vào 22:30 (ICT) cùng ngày trên LINE TV, bắt đầu từ ngày 7 tháng 10 năm 2018. Bộ phim kết thúc vào ngày 30 tháng 12 năm 2018.

## Diễn viên
Dưới đây là dàn diễn viên của bộ phim:

### Diễn viên chính
- Puttichai Kasetsin (Push) vai Tee
- Lapassalan Jiravechsoontornkul (Mild) vai Thannam
- Purim Rattanaruangwattana (Pluem) vai Tonmai

### Diễn viên phụ
- Ployshompoo Supasap (Jan) vai Noinha
- Thanaboon Wanlopsirinun (Na) vai Phana
- Pronpiphat Pattanasettanon (Plustor) vai Tee (trẻ)
- Wachirawit Ruangwiwat (Chimon) vai Phana (trẻ)
- Santisuk Promsiri (Noom) vai Chayt
- Suangsuda Lawanprasert (Namfon) vai Orn
- Sorapong Chatree vai chú Tai
- Kalaya Lerdkasemsub (Ngek) vai Wan
- Daraneenuch Pohpiti (Top) vai Mae Pueng
- Korn Khunatipapisiri (Ouajun) vai Top
- Alice Tsoi (Alice) vai Jane
- Inthira Yeunyong vai Due
- Sukol Sasijulaka (Jome) vai Prat
- Kittipat Chalarak (Golf) vai Lukgolf
- Achita Sikamana (Im) vai Chymphy

### Khách mời
- Nachat Jantapan (Nicky) vai người phỏng vấn (Tập 2)
- Leo Saussay vai người phỏng vấn (Tập 2)
- Prachaya Ruangroj (Singto) vai Singto (Chính mình) (Tập 3)
- Perawat Sangpotirat (Krist) vai Krist (Chính mình) (Tập 3)
- Watchara Sukchum (Jennie) vai Jennie (Chính mình) (Tập 3)
- Jirakit Thawornwong (Mek) vai Puen

## Nhạc phim
| Tên bài hát                           | Thể hiện                         | Ref.  |
| ------------------------------------- | -------------------------------- | ----- |
| จำฉันได้หรือเปล่า (Jum Chun Dai Reu Plow) | Sarunchana Apisamaimongkol (Aye) | [ 7 ] |